# Сельское поселение «Село Волконское»
Се́льское поселе́ние «Село Волконское» — муниципальное образование в Козельском районе Калужской области Российской Федерации.
Административный центр — село Волконское.

## История
Статус и границы сельского поселения установлены Законом Калужской области от 28 декабря 2004 года № 7-ОЗ «Об установлении границ муниципальных образований, расположенных на территории административно-территориальных единиц „Бабынинский район“, „Боровский район“, „Дзержинский район“, „Жиздринский район“, „Жуковский район“, „Износковский район“, „Козельский район“, „Малоярославецкий район“, „Мосальский район“, „Ферзиковский район“, „Хвастовичский район“, „Город Калуга“, „Город Обнинск“, и наделении их статусом городского поселения, сельского поселения, городского округа, муниципального района».

## Население
| 2010 | 2012 | 2013 | 2014 | 2015 | 2016 | 2017 |
| ---- | ---- | ---- | ---- | ---- | ---- | ---- |
| 642  | ↘618 | ↘587 | ↘570 | ↘561 | ↘539 | ↘538 |
| 2018 | 2019 | 2020 | 2021 |      |      |      |
| ↘523 | ↘506 | ↗508 | ↗605 |      |      |      |

## Состав сельского поселения
| №  | Населённый пункт | Тип населённого пункта       | Население |
| -- | ---------------- | ---------------------------- | --------- |
| 1  | Алешня           | деревня                      | ↘92       |
| 2  | Булатово         | село                         | ↘41       |
| 3  | Волконское       | село, административный центр | ↗483      |
| 4  | Глупеево         | деревня                      | →0        |
| 5  | Дерибино         | деревня                      | →0        |
| 6  | Криуша           | деревня                      | →1        |
| 7  | Кричина          | деревня                      | ↘19       |
| 8  | Павлово          | деревня                      | ↘1        |
| 9  | Рубцы            | деревня                      | ↗5        |
| 10 | Сеславль         | деревня                      | →0        |
| 11 | Славышено        | село                         | ↘0        |
| 12 | Шемякино         | деревня                      | →0        |